# Afroleptomydas pseudoopacus
Afroleptomydas pseudoopacus är en tvåvingeart som beskrevs av Joseph Charles Bequaert 1963. Afroleptomydas pseudoopacus ingår i släktet Afroleptomydas och familjen Mydidae.
Artens utbredningsområde är Namibia. Inga underarter finns listade i Catalogue of Life.